# Hanu
La hanu (coréen : 한우), également nommée Coréenne brune, est une race bovine de petite taille, originaire de Corée. Elle était autrefois utilisée comme animal de trait, mais cet usage a pratiquement disparu. Elle est désormais élevée principalement pour la viande. C'est l'une des quatre races bovines coréennes indigènes, les autres étant la Chikso, la Heugu et la Jeju.

## Histoire

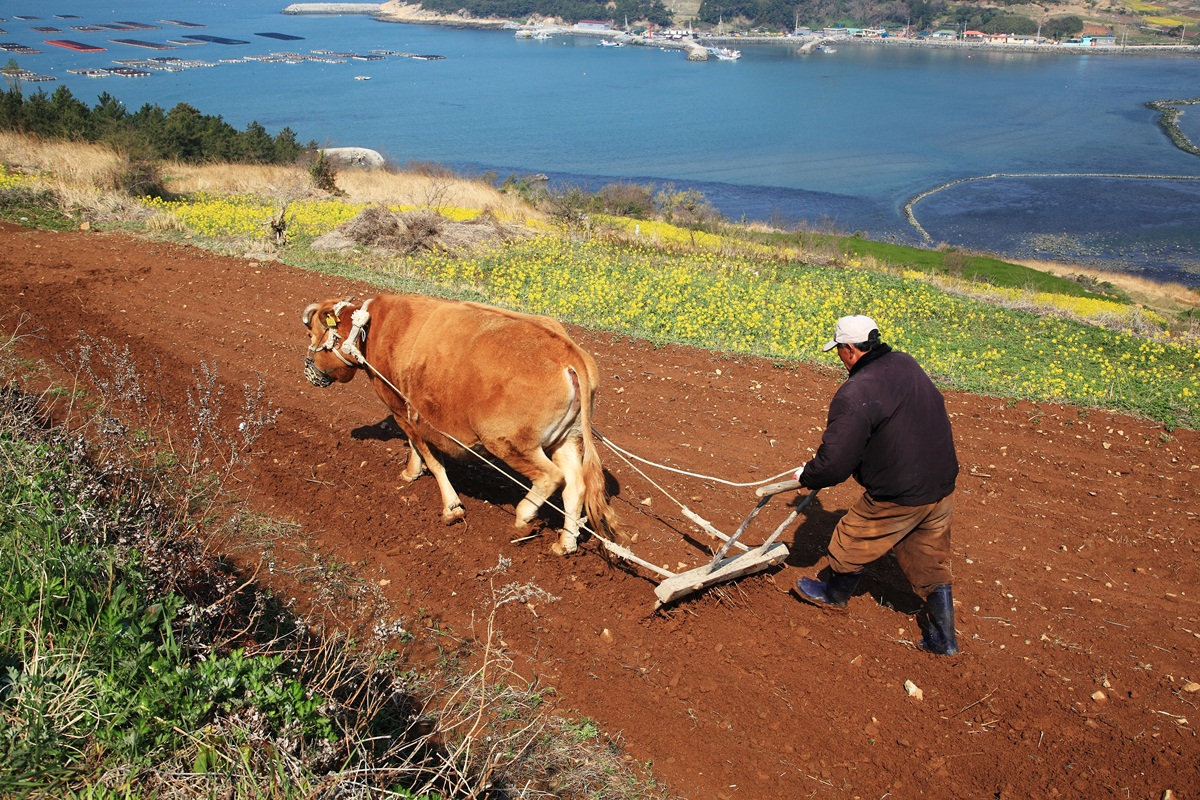
Hanu au travail de labour.

La Hanu était traditionnellement une race animale de travail. Jusqu'à l'expansion de l'économie sud-coréenne dans les années 1960, elle était peu utilisée pour la production de viande bovine. Un livre généalogique a été établi en 1968. Le bœuf Hanu est depuis devenu un produit réputé de première qualité.
Elle constitue peut-être l'une des plus anciennes races bovines au monde. En 2001, il a été suggéré que la Hanu soit un hybride entre le type bovin européen et le zébu. Une étude d'ADN mitochondrial en 2010 l'a révélée étroitement liée à deux races, la Holstein et la Noire japonaise, et distincte du zébu de Nellore et du Zwergzebu. En 2014, l'analyse de polymorphisme à un seul nucléotide a déterminé que le bétail coréen forme un groupe distinct avec la race Yanbian de Chine, séparé des races européennes et éloigné du groupe du zébu.

## Description

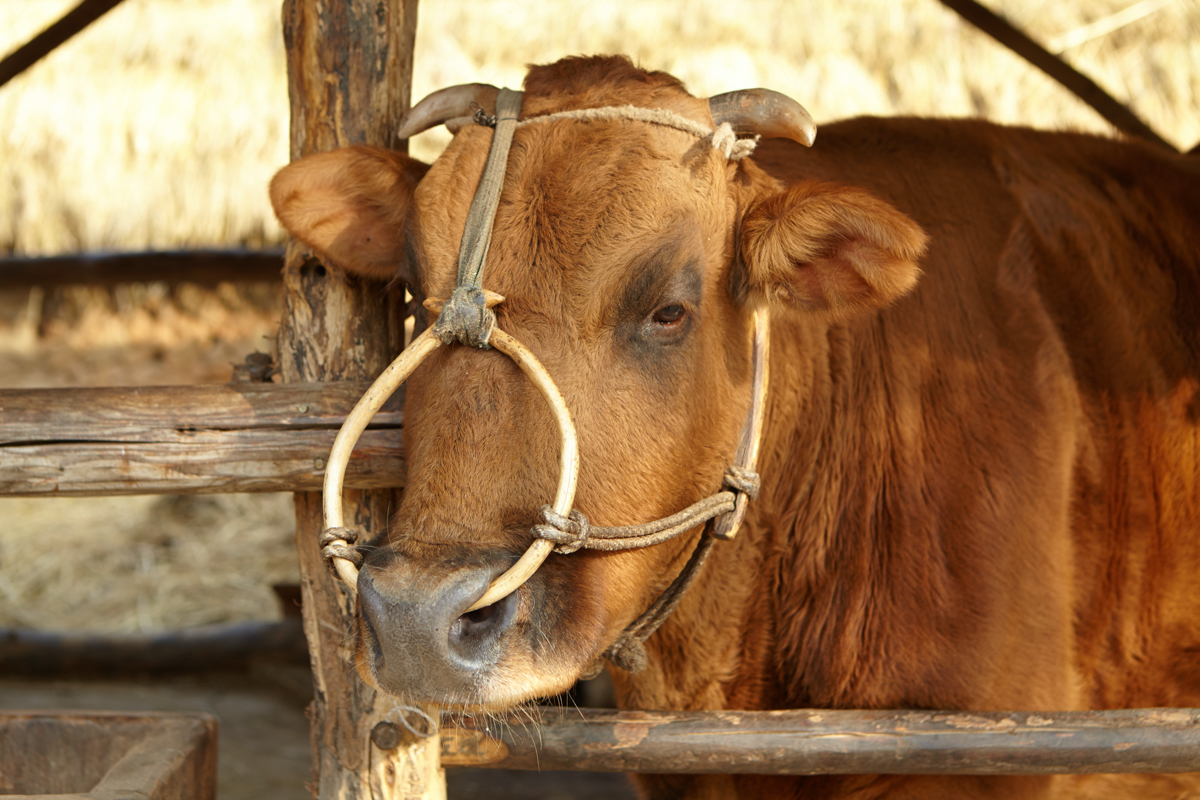
Portrait d'une Hanu.

La Hanu est une petite race bovine. D'après la base de données DAD-IS, les femelles toisent en moyenne 1,17 m pour 355 kg, et les mâles 1,24 m pour 466 kg.
Le pelage est brun ou roux ; les deux sexes sont cornus. Les vaches ont de bonnes qualités maternelles (un veau par an), mais la production de lait est faible, un peu plus de 400 l en une lactation de 170 jours. Ces bovins sont nourris avec de la paille de riz comme principale source de fourrage. Une variante blanche rare du Hanu a été élevée depuis 2009 ; en 2014, il y avait 14 têtes. Elle est signalés sur DAD-IS comme étant une race distincte.

## Utilisations

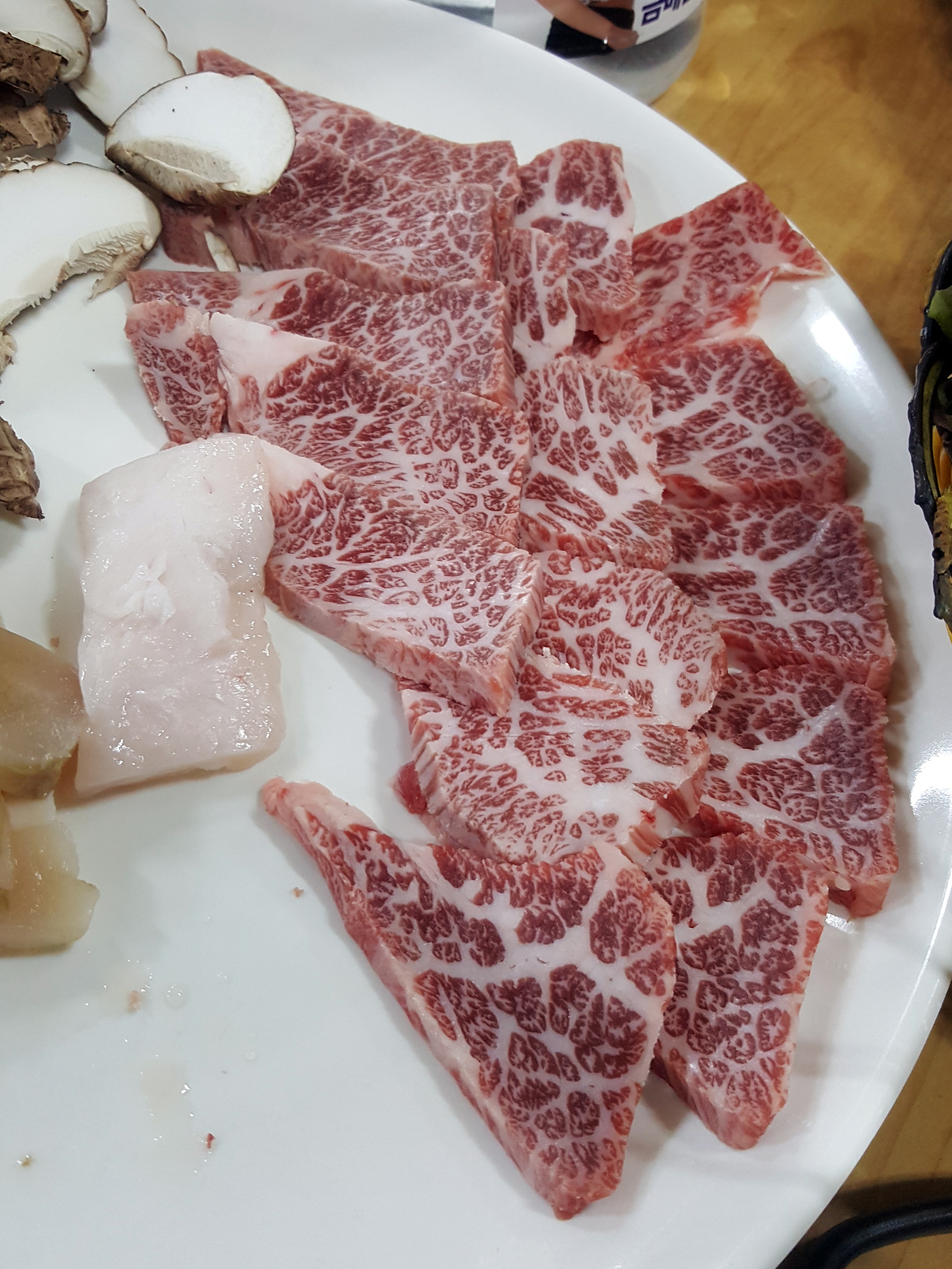
Viande de Hanu extrêmement persillée (한우소고기).

Malgré son prix élevé, le bœuf Hanu est préféré dans la cuisine coréenne, car il est généralement plus frais et de meilleure qualité que les substituts importés pour moins cher. Kim et coll. (2001) ont noté que « le Hanwoo est considéré comme un bœuf de première qualité en raison de sa grande appétence et de sa saveur réputée ». Les Coréens considèrent le bœuf Hanu comme une icône culturelle, et comme l'une des viandes de la plus haute qualité au monde. Cette viande est utilisée dans les aliments traditionnels, les plats de fêtes populaires, ou offerte comme cadeau spécial. Le comté de Hoengseong est surtout connu pour son bétail Hanu, l'environnement y étant bien adapté à l'élevage bovin. Le comté a lancé une campagne de marketing stratégique pour se faire connaître comme étant à l'origine du bœuf de la plus haute qualité en Corée ; la viande y est vendue en tant que produit premium,.

## Diffusion de l'élevage

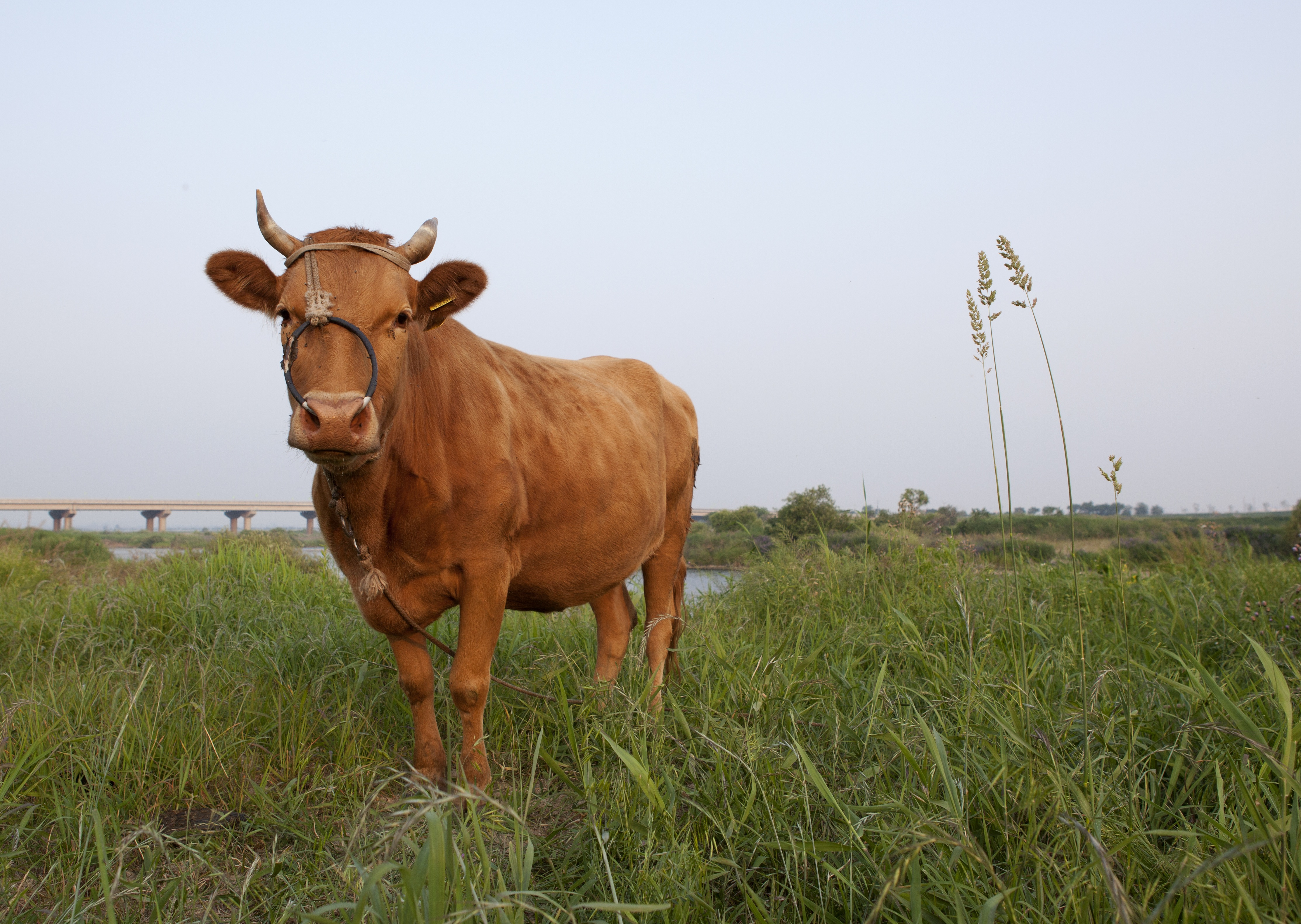
Hanu.

Elle est classée comme une race coréenne native. La Hanu a été répertoriée par la FAO comme race « non menacée » en 2007. En 2003, la population totale était d'environ 1 240 000 têtes ; en 2014, elle était de 2 670 000.